# Silvano Abbà
Silvano Abbà (* 3. Juli 1911 in Rovigno; † 24. August 1942 in Isbuschenski, Serafimowitschski rajon, Sowjetunion) war ein italienischer Soldat und Sportler, der im Modernen Fünfkampf aktiv war.

## Werdegang
Silvano Abbà wurde in jungen Jahren durch den Tod des Vaters Halbwaise, seine Mutter arbeitete als Lehrerin mit einem bescheidenen Gehalt. Sie ermöglichte ihrem Sohn jedoch den Besuch der Accademia Militare di Modena, wo sich Abbà als hervorragender Sportler erwies, insbesondere im Fechten, Schwimmen und im Reiten. 1936 startete Tenente Abbà mit seinen Mannschaftskameraden Ugo Ceccarelli und Franco Orgera bei den Olympischen Spielen in Berlin im Modernen Fünfkampf und errang die Bronzemedaille hinter dem Deutschen Gotthard Handrick und dem US-Amerikaner Charles Leonard. 1940 wurde er erster italienischer Meister im Modernen Fünfkampf.
Nach Kampfeinsätzen im Spanischen Bürgerkrieg im Corpo Truppe Volontarie auf Seiten des Putschisten Franco wurde Abbà zweifach ausgezeichnet. Am 24. August 1942, am Vorabend der Schlacht von Stalingrad, war er als Kommandant der 4. Schwadron an einem erfolgreichen Angriff der Savoia Cavalleria auf das sowjetische 812. Sibirische Infanterie-Regiment in der Nähe des Dorfes Isbuschenski, nahe der Mündung des Chopjor in den Don, beteiligt (Carica della cavalleria Savoia a Isbuscenski genannt). Dabei standen rund 600 Italiener etwa 2000 sowjetischen Soldaten gegenüber. Hauptmann Abbà fiel im Kampf, angeblich mit einem Lächeln im Gesicht und als begeisterter Fotograf noch mit seiner Kamera um den Hals. Diese Operation gilt als der letzte aktive Einsatz einer Kavallerie in der Militärgeschichte. Post mortem wurde Abbà mit der Tapferkeitsmedaille in Gold ausgezeichnet.
Silvano Abbà wird bis heute in Italien als Kriegsheld verehrt. Nach ihm sind verschiedene Örtlichkeiten benannt, wie etwa die Piazza Silvano Abbà in Civitanova Marche und eine Kaserne in Rom, die das olympische Sportzentrum der italienischen Armee Centro sportivo olimpico dell'Esercito beherbergt. Sein Hut und sein Schwert werden im Tempio Sacrario dell’Arma di Cavalleria in Voghera aufbewahrt. 1993 wurde nahe dem Friedhof seines Geburtsortes Rovigno, der heute zu Kroatien gehört, ein Gedenkstein für ihn enthüllt. Daneben befindet sich ein weiterer Gedenkstein für den ebenfalls in Rovinj geborenen Segler Luigi De Manincor, der bei den Olympischen Spielen in Berlin 1936 eine Goldmedaille errang. 1999 wurde das Grab von Abbà auf einem Soldatenfriedhof nahe Donezk in der Ukraine ausfindig gemacht, und seine sterblichen Überreste wurden im September 2000 auf den Friedhof des Tempio di Cargnacco überführt.